# 训练船

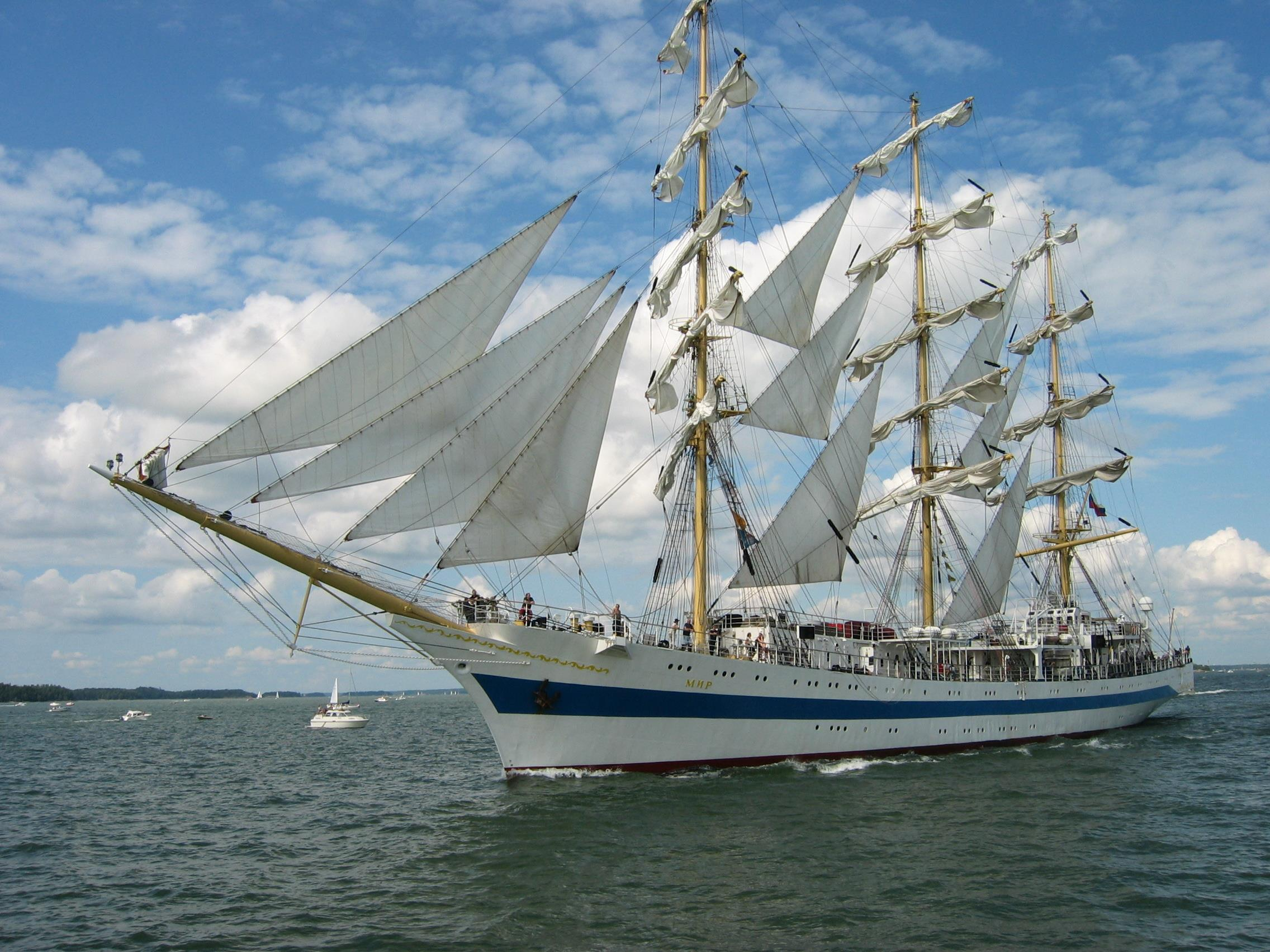
俄罗斯风帆训练船和平号风帆练习船

训练船，又称训练舰、练习舰等，是一种用于培养人员海上勤务能力的船只。
训练船一般可以分为两类：一类系留在岸边，多系驳船或旧船改造而来，可让受训者熟悉船上环境、学习舰船器械的操作；另一类则具有航海能力，可让受训者进行实操演练。受训者在陆地上接受相关的知识和技能的学习后，往往要到训练船上进行实际的练习。
按照使用者区分，训练船又可以分为民用和军用。军用训练舰有时会被誉为“海军的摇篮”。

## 民用训练船
民用训练船可以为受训者提供航海体验和技能培训；在近海和远洋各海域进行航海学、技能运用（包括航海、雷达、帆缆等设备的模拟和实际操作）等实习；港湾机构和设施的参观和实习；海洋观测、渔业资源调查等科考项目。
日本作为海运大国，拥有着众多的民用训练船。海事学校不少都拥有自己的训练船，如東京海洋大學海洋工学部的训练船汐路丸，海洋科学部的训练船兼研究船海鹰丸、神鹰丸等；又如東海大學的海洋调查研修船望星丸。除了学校，國土交通省管理的海技教育机构也拥有若干训练船，如大成丸等。
德国当今在役的民用训练船不多。部分航运公司如白鲸航运公司会在新建船只内增建训练室，用以实地训练学员。为了缓解熟练水手不足的难题，2006年，不莱梅的哈伦航运公司新建的训练船汉瑟探险者号下水，可以为实习生提供舰上实操训练。

## 军用训练舰

### 类别

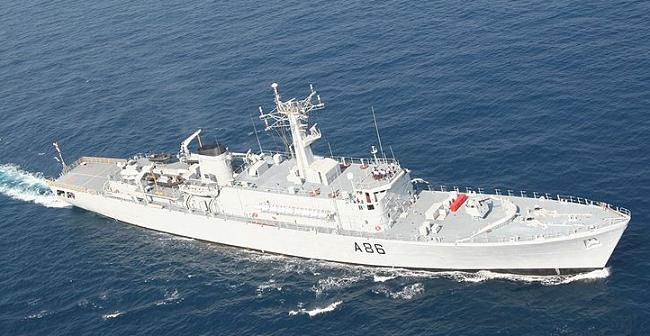
印度海军第一艘士官生训练舰提尔号训练舰

海岸练习舰，也叫港岸练习舰、基础训练舰，多系留在岸边或在近岸使用，是一种基础海上练习舰，吨位一般不大，主要在海军训练基地为水兵提供航海、帆缆、观瞄、通信等技能的培训，适用于专业水兵。
接受过适当训练的专业水兵们将会按照分野进入各种专业练习舰继续受训，航海练习舰负责航海技能训练（诸多国家一般选择风帆练习舰）；枪炮练习舰负责舰载枪炮的炮术训练；鱼雷练习舰负责鱼雷武器的训练。
十九世纪中期以来，蒸汽动力军舰逐渐普及，但各国海军舰艇在很长一段时间中仍保留帆索设施，因此风帆练习舰仍有其必要之处。即使到了现代，各国军舰均使用内燃机作为动力来源，风帆练习舰作为英式海军传统的一部分仍然保留了下来。风帆练习舰可以锻炼受训者的基础天文、水文和航海知识，非常适宜作为初级练习舰；风帆练习舰的桅杆高耸，在风浪中进行升降帆的操作均需要极大的勇气，可以磨练军人的意志；各种帆索操作需要多人配合，可以增进团队意识。同时风帆练习舰在和平时期可以作为外交礼仪舰出访。
综合训练舰，对海军各级专业军官进行培养、训练和考核，主要面向海军中高级军官。
陆军船艇训练舰，用于训练陆军部队进行登陆作战时的舰艇搭乘、航行、帆缆操作等内容。

### 英国
英国皇家海军对世界上诸多国家的海军都产生了重要的影响，英式海军训练制度正是其中一部分。1857年，英国海军首次创立专门的海军军官培养机构，将风帆战列舰辉煌号改装成为系留岸边的水上学校，作为士官生的宿舍和校舍，由此成为近现代海军训练舰的起点。1863年，改装不列颠尼亚号成为皇家海军学校。
英国海军当前的训练舰为驱逐舰布里斯托尔号。

### 清朝
清朝在建立新式海军之初，很早就开始把练习舰的事宜提上日程。1870年，船政购入一艘普鲁士的商用大帆船马得多号，改建为风帆练习舰建威号，成为中国第一艘风帆练习舰。1874年，船政水师把木壳巡洋舰扬武号改为炮术训练舰，同时兼具风帆航海训练，成为中国第一艘带机器动力的风帆练习舰。1886年，北洋水师购入一艘帆船，改名“敏捷”；另又有两艘练习舰，威远号作为枪炮练习舰，有时兼航海练习舰；康济号则成为北洋水师旗舰，兼鱼雷练习舰。中法战争后船政购买了一艘大帆船作为练习舰，改名“平远”；后平远号改作运输舰，船政另以靖远号、元凯号作练习舰。
甲午战争中遭遇惨败，全国最为精锐的北洋水师灰飞烟灭，仅残留下一艘老旧的练习舰康濟號，这也成为了战后清朝重建海军的起点。1897年2月，清政府重新组建北洋舰队，此时旗下仅有防护巡洋舰福靖，鱼雷艇飞霆、飞鹰，练习舰复济（原康济）、通濟数艘军舰。

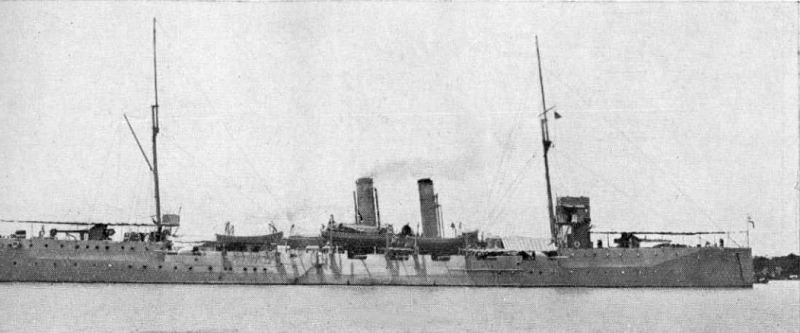
肇和号练习巡洋舰

庚子事变平定后，清政府开始筹建统一的全国海军。当时国内名义上共有4艘练习舰（通济、镜清、超武、保民），但其他三艘已经相当老旧，实际上只有通济号可堪一用。
清朝末期，清政府向各国送出了大批造舰订单，其中特别订购了三艘肇和級防護巡洋艦作为练习舰。然而未能等到三舰回国，清朝即因辛亥革命而迅速崩溃。

### 中华民国海军
中华民国成立后，对前朝遗留的军舰订单尽量进行争取，肇和级前两舰肇和號、應瑞號相继回国；三号舰飞鸿号因财力所限，无奈放弃。1913年6月7日，中华民国海军设立练习舰队，以林葆怿为司令，旗下编入肇和、應瑞、通濟三舰；其中肇和号和应瑞号作为高等练习舰，主要作军官轮训用，而通济为基础实习舰，作基础海军学校毕业生实习用。
随后民国陷入全国范围的军阀混战，海军也不可避免地受到影响。海军因对军阀战争用处较小，不受重视；这一时期民国海军几乎没有新建军舰，仅存的军舰也只能四处依附地方军阀，甚至练习舰也要亲自下场参加争夺地盘的战斗（如闽系海军夺取福建沿海地区的行动）。
1927年南京国民政府成立，虽内战不断，全国的局势依然渐趋稳定。1927年，中央海军练习舰队下辖应瑞、通济、靖安三舰；实力较强的东北海军，则使用鎮海號作为练习舰。实力最弱的广东海军没有专门的训练舰艇，而是用肇和号等轮流作练习舰。
1937年抗日战争爆发，民国海军各练习舰等较大型的水面舰艇在面对实力悬殊的日军时，或自沉以阻塞航道，或力战不敌沉没，在战争初期即告损失殆尽。

### 中国人民解放军海军

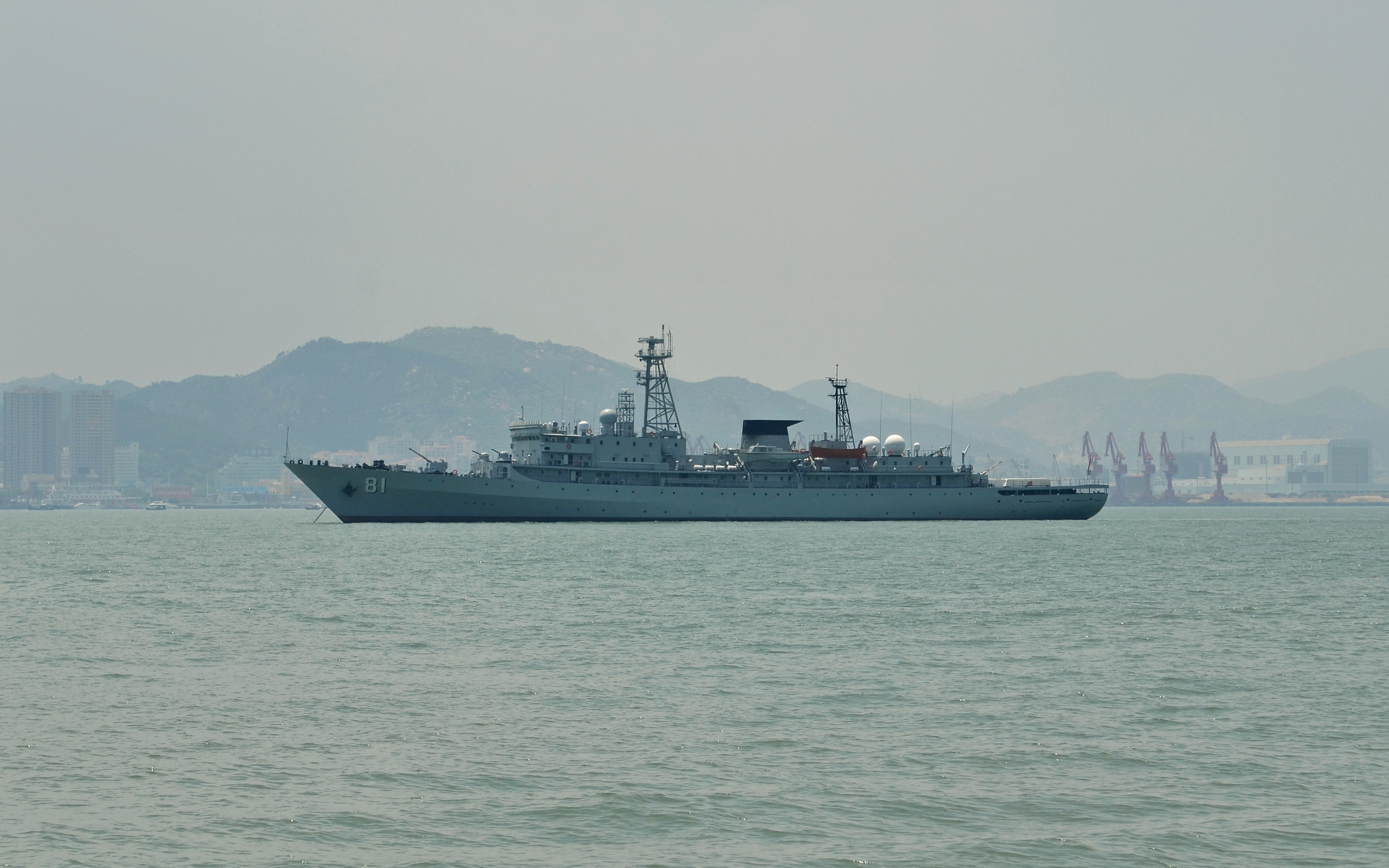
郑和号综合训练舰

中国人民解放军海军自成立以来，长期执行“空潜快”策略，缺乏大型训练舰，而只能使用由登陆舰改建的练习舰船，基础海上技能训练大多在陆地上的训练中心进行，而综合训练舰更是空白。1986年，解放军海军第一艘专门建造的综合训练舰郑和号下水，填补了综合训练舰的需求。
1996年，国防动员舰世昌号下水，在平时可以进行海上实习训练，战时可以迅速转型为后勤支援舰。
2011年入役的大型综合保障舰徐霞客号，在解放军第一艘航母辽宁号正式服役前，为其提供人员的居住和训练服务；辽宁号服役后，转为专门的后勤保障舰。同时因其实际条件，也可以用于海外大规模撤侨的任务。
为了完善基础训练能力，解放军海军将原登陆舰吕梁山号改建为海岸练习舰，拥有基础的航海、帆缆、声呐、雷达、通信、机电、枪炮操作平台，为海军专业水兵训练提供支持。
解放军海军士官生的培训内容中曾长期欠缺风帆训练。随着与外军的交流，海军在大连建立了一座陆地风帆训练场。2006年，解放军海军大连舰艇学院成立解放军内第一个帆船队，利用小型帆船和舢板进行海上训练。2016年，解放军海军第一艘真正的风帆练习舰破浪号下水。
随着解放军海军实力的急剧扩张，解放军陆军为了配合海军的海上战略，也相应扩充陆军船艇训练舰的规模，列装了AL201型训练舰，以期提升解放军陆军的登陆作战能力。

### 日本

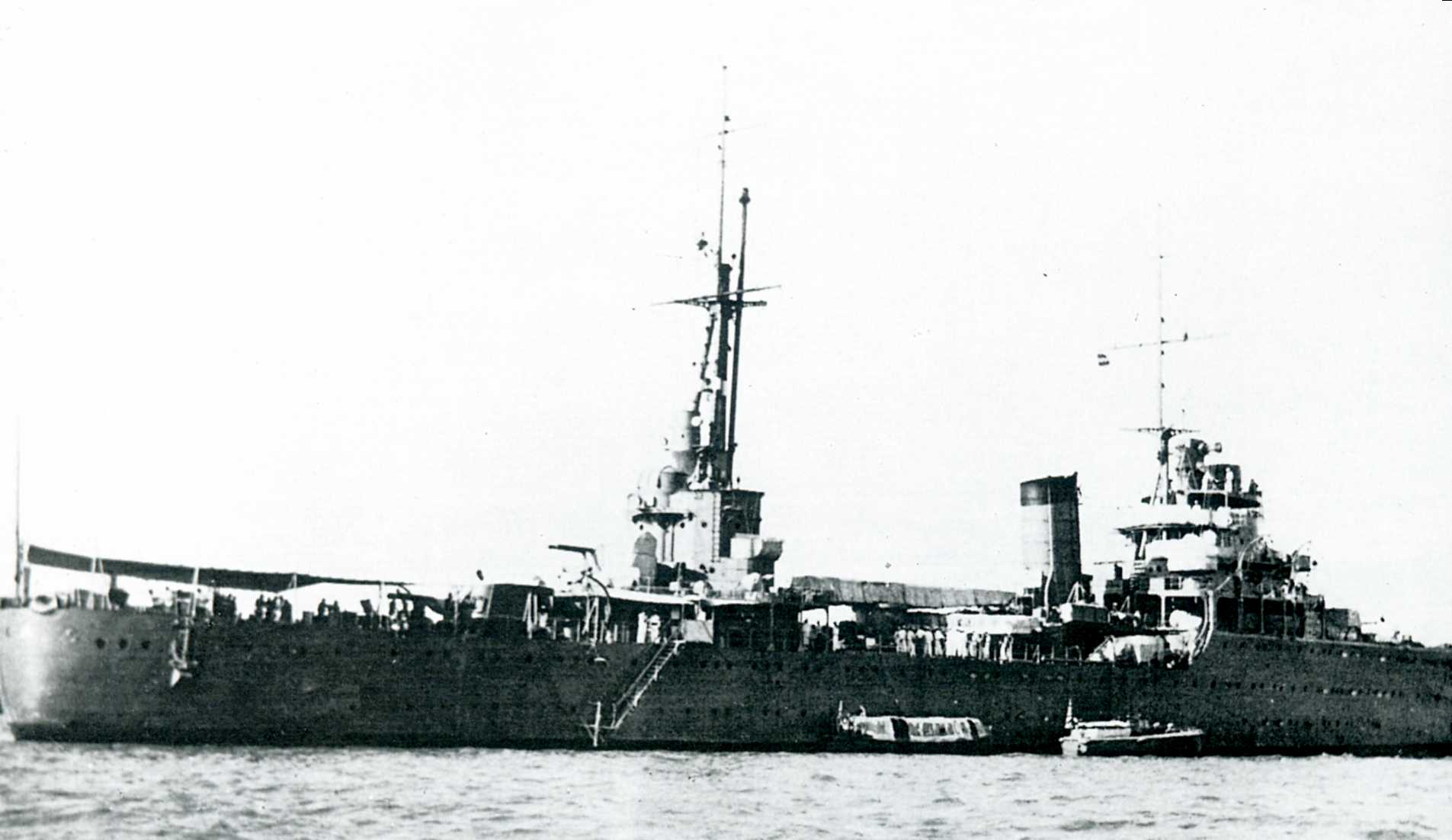
鹿岛号训练巡洋舰

#### 旧日本海军
日本帝国海军多使用老式的舰艇作为练习舰（举例如一等巡洋舰淺間號、二等巡洋舰高千穗等等）。《伦敦海军条约》签订后，日本海军将比叡改造为训练战列舰（日语：練習戦艦）。此外在1920年代，除了平常使用的训练舰外，日本海军还会每年拨出一艘巡洋舰给练习生作短期航海实习，少则三、四天，多则半个月。
1937年左右，日本海军考虑到舰艇技术的飞速发展，继续使用二线老式军舰作为练习舰难以提供合适的培训内容，因此决定建造专门的香取級訓練巡洋艦。香取级不打算作为正规作战军舰，因此设计费用低廉。不过太平洋战争爆发以来，日军战线拉长，亟需作战舰艇，而香取级为方便教学而拥有宽敞的空间，正适合舰队指挥机构入驻，因此鹿岛、香取在战争时期分别作为第四舰队和第六舰队旗舰而使用。

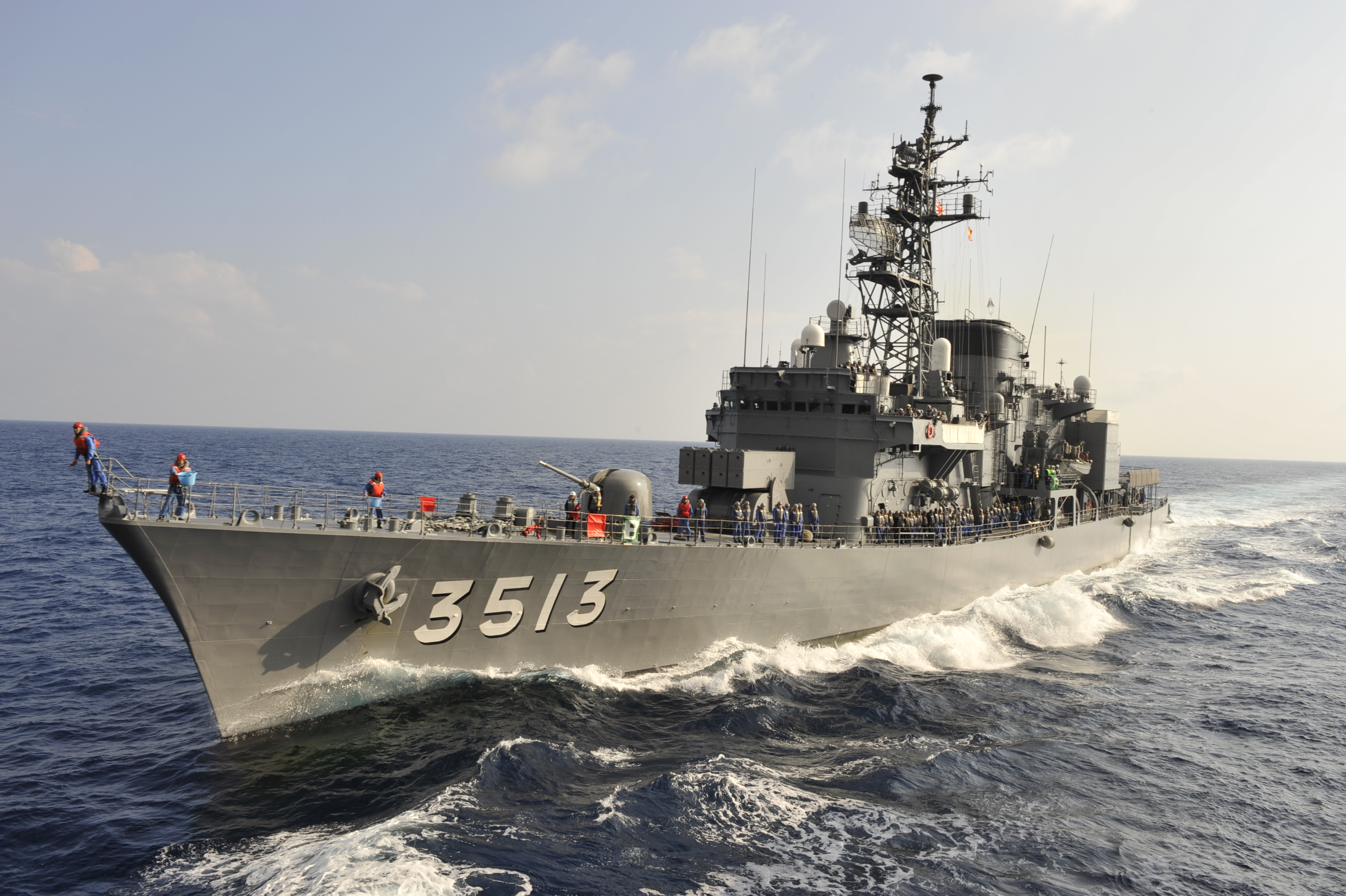
岛雪号练习舰

#### 战后日本
日本海上自衛隊称呼训练用舰船为“练习舰”，下辖一个練習艦隊。截至2017年，海自拥有专门建造的练习舰鹿島，以及三艘改装的島雪型訓練艦。另外海自还拥有一些旧式潜艇改装的训练潜艇，如2017年变更为训练潜艇的满潮。
除了直接在舰上培养海军官兵外，海自还装备了一类训练支援舰，用以为其他舰艇的防空演练提供靶机操作等服务。这一类舰艇因为要进行靶机收放，需要能长时间保持较低的航速。目前海自在役两艘，较新的一艘为1999年下水的天龙。
另一方面，海上保安廳称呼这一类舰船为“练习船”。目前海上保安学校以巡视船兼任练习船，有三浦、儿岛等。另外还有15吨左右的小型实习艇。

### 美国
美国海军同样也习惯利用现役军舰作为训练舰使用。比如海军条约时代，战列舰猶他號就改建成练习战列舰。这种做法一直延续到战后，比如巡防舰克拉克林号。另外辅助舰艇如船坞登陆舰特伦顿号号等除了军事训练外，也会进行相应的防灾救援训练。
美国在二战时期还曾经使用过专门的练习航母黑貂号和狼人号。战争时期，飞行员需要先在两舰上受训，以适应真正的作战航母。

### 德国
十九世纪后期的德意志帝国海军时期，训练舰分为几类：志愿兵训练舰，为志愿兵提供为期6个月的实操训练；炮术练习舰，为海军的炮手和炮术军官提供火炮操作的训练，以及新式舰炮的试验；鱼雷练习舰，为鱼雷操作手和相关军官提供鱼雷操作训练，以及新式鱼雷的试验；海军少尉候补生及海军学生练习舰；新兵练习舰。
威瑪國家海軍时期，用前无畏舰石勒苏益格-荷尔斯泰因号作为训练舰。二战后聯邦海軍时期，则有巡防艦希佩尔号、舍尔号用作训练目的。1966年，训练巡洋舰德国号训练巡洋舰开始在联邦海军中服役，直到1989年方告退役。此后联邦海军不再设专门的训练舰，而是由驱逐舰分舰队负责。
东德人民海军也有自己的一艘训练舰威廉·皮克号，于两德统一后退役。